# Kirill Dmitriev
Pour les articles homonymes, voir Dmitriev.
Kirill Alexandrovitch Dmitriev (en russe : Кирилл Александрович Дмитриев ; né le 12 avril 1975 à Kiev en Ukraine alors soviétique) est une personnalité russe du monde des finances, banquier d'investissement.
Il est depuis 2011 PDG du Fonds d'investissement direct russe (RDIF), un fonds souverain doté d'au moins 10 milliards de dollars.
Kirill Dmitriev est également mentionné dans le rapport du procureur spécial américain Robert Mueller, qui enquêtait sur l’ingérence de la Russie dans l’élection présidentielle américaine de 2016. Mueller a établi qu’avant l’investiture de Donald Trump en 2017, Dmitriev s’était rencontré aux Seychelles avec Erik Prince, un sponsor de Trump.
Selon The New York Times, en 2016, Dmitriev, disposant de liens avec la banque d’investissement américaine Goldman Sachs, a contacté par l’intermédiaire d’un ami américain d’origine libanaise, lié à la campagne de Trump, dans l’objectif d’établir un contact avec l’entourage proche du futur président américain. Dmitriev souhaitait entrer en relation avec Donald Trump Jr ou Jared Kushner. À la fin du mois, il est entré en contact avec Rick Gerson, un ami proche de Kushner et gestionnaire d’un hedge fund à New York. Lors des échanges, des possibilités de partenariats d’investissement commun ont été évoquées.

## Biographie
Profitant d'un échange scolaire avant-gardiste, il termine ses études secondaires puis mène des études supérieures, notamment à Stanford et Harvard, et commence sa carrière aux États-Unis. Après son installation en Russie, il développe ses activités financières avant de prendre la tête du RDIF.
En février 2022, Kirill Dmitriev et le RDIF sont tous deux sanctionnés par le Trésor américain, à la suite de l'invasion russe de l'Ukraine. Sous la direction de Kirill Dmitriev, le RDIF déclare être la première entreprise publique russe appelant à une solution diplomatique en faveur de la paix en Ukraine et son PDG travaille à cela. Kirill Dmitriev mène cette action dans le cadre de ses fonctions d'envoyé spécial du président pour les investissements étrangers et la coopération économique, poste qu'il occupe depuis le 23 février 2025. Fort de divers atouts dont sa connaissance de l'anglais, il est une figure clef du rapprochement russo-américain sous la seconde présidence de Donald Trump.
En mars 2025, selon Bloomberg, Goldman Sachs est devenue la première grande institution financière américaine à proposer à ses investisseurs des dérivés indexés sur le rouble russe, malgré les sanctions imposées en 2022. Dans ce contexte, le président russe Vladimir Poutine autorise certains fonds d’investissement américains à vendre leurs actifs en Russie. Selon un décret publié, le fonds américain 683 Capital Partners LP obtient la permission d’acheter des titres de sociétés russes précédemment détenus par environ une dizaine de fonds occidentaux. Parmi ces fonds figuraient Franklin Advisers Inc., Templeton Asset Management Ltd. et Baillie Gifford Overseas Ltd.
Il est marié avec Natalya Valerievna Popova, députée à la Douma, amie proche de Katerina Tikhonova.